# Banca di Tokyo

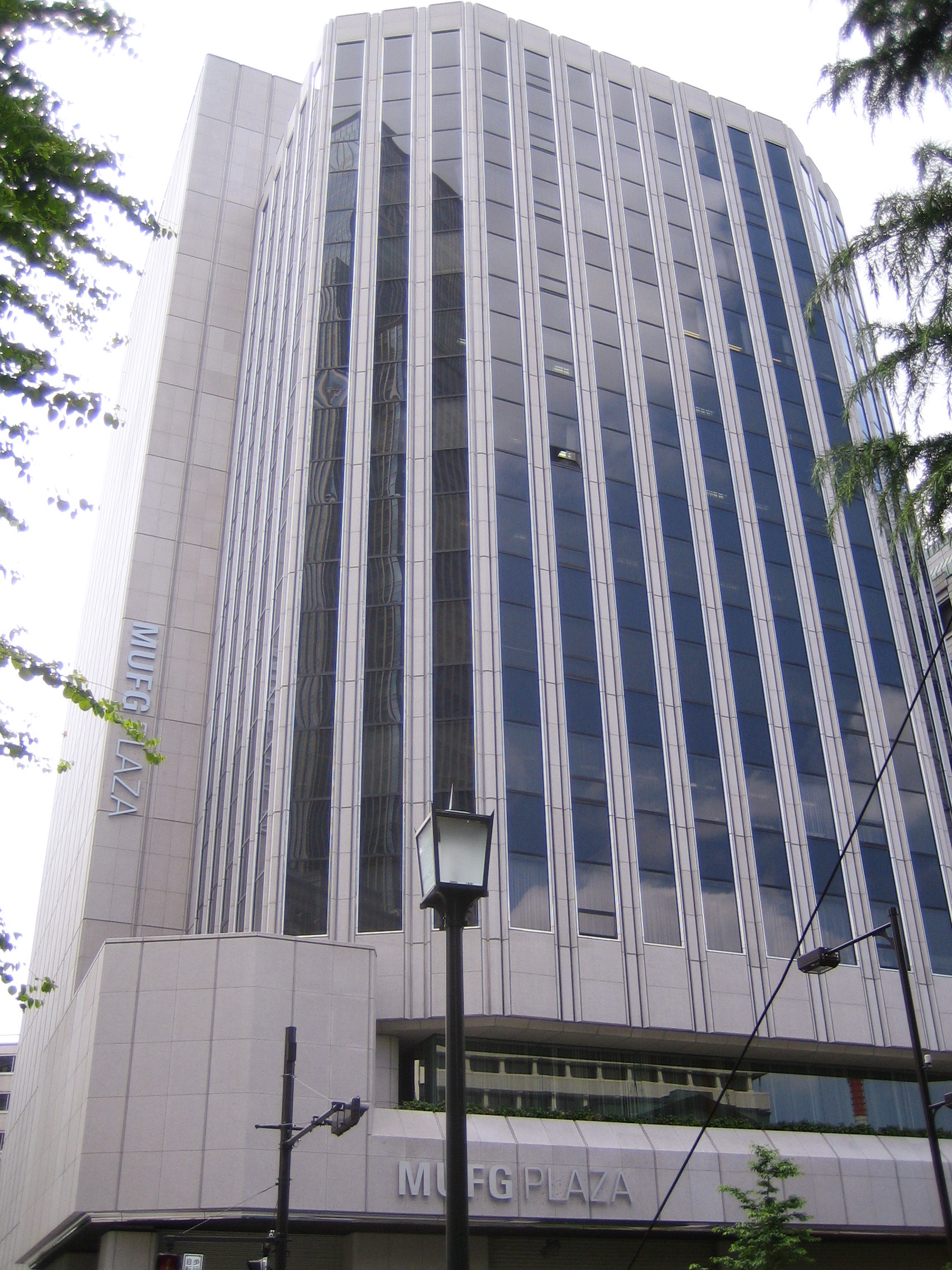
La sede della Banca di Tokyo, ora uffici centrali della Bank of Tokyo-Mitsubishi UFJ - sede di Nihonbashi

La Banca di Tokyo (株式会社東京銀行?, Kabushiki-gaisha Tōkyō Ginkō) è stata una banca giapponese specializzata nel commercio estero e nel cambio delle valute, esistita fra il 1946 e il 1996. La banca aveva sede nel quartiere di Nihonbashi a Tokyo.

## Storia
La Banca di Tokyo aveva preso il posto della Yokohama Specie Bank, una banca per il commercio estero autorizzata dallo Stato, e inizialmente operava come una banca ordinaria, utilizzando l'azienda della Yokohama Shōkin Ginkō. 
In base alla legge sui cambi e le valute del 1954, la Banca di Tokyo ottenne uno statuto speciale come unica banca specializzata nel cambio di valute e chiuse tutte le attività non collegate con il commercio estero. La Banca divenne perciò una stretta collaboratrice del Ministero delle Finanze e della Japan Bank for International Cooperation nel dirigere la politica del commercio estero giapponese durante gli anni del dopoguerra: sia nell'aiutare le imprese giapponesi a vendere i propri prodotti all'estero, sia nel sostenere lo yen come valuta internazionale. 
La Banca di Tokyo aveva i suoi maggiori uffici all'estero a New York e Londra, e aveva elaborato un sistema per effettuare pagamenti fra lo yen e lo yuan cinese quando il cambio diretto con il dollaro americano non era possibile.
La banca era particolarmente attiva in California dal 1953: nel 1973 aveva acquisito una partecipazione di controllo nella Southern California First National Bank di San Diego, poi ribattezzata California First Bank. Nel 1988 la California First acquisì a sua volta la Union Bancorp per formare la Union Bank (l'attuale MUFG Union Bank), una delle maggiori banche della California.
La Banca di Tokyo, insieme alla Long-Term Credit Bank of Japan, alla Nippon Credit Bank e alla Norinchukin Bank, era autorizzata a emettere obbligazioni speciali per ottenere fondi in yen.
All'inizio degli anni novanta la banca aveva poche agenzie in Giappone, ma all'estero vantava una rete di 35 agenzie, 14 subagenzie e 26 uffici di rappresentanza, in quarantadue diverse nazioni. A causa delle sue caratteristiche particolari la Banca di Tokyo era la unica banca giapponese che avesse più dipendenti stranieri che nazionali (12.000 contro 5.000), che effettuasse molte operazioni con l'estero, che avesse molti clienti non giapponesi, che raccogliesse fondi all'estero. 
Nel 1996 la Banca di Tokyo si è fusa con la Banca Mitsubishi nella Banca di Tokyo-Mitsubishi, poi a sua volta confluita nel Mitsubishi UFJ Financial Group.